# Eukleidész-féle szám
Az Eukleidész-féle számok En = pn# + 1 alakú pozitív egész számok, ahol pn# az n-edik primoriális, tehát az első n prímszám szorzata.

## Eukleidész bizonyítása
Eukleidész több mint 2000 évvel ezelőtt bebizonyította: végtelen sok prímszám létezik. A bizonyításban fontos szerep jut az Eukleidész-féle számnak.
A matematikában prímszámoknak (törzsszám) nevezik azokat a természetes számokat, amelyeknek csak két osztójuk van a természetes számok között (maga a szám és az 1).
Eukleidész az Elemek IX. könyvében, a 20. tételben bizonyította, hogy a prímszámoknak nincs határa.
Eukleidész-féle számot úgy kapunk, hogy veszünk egy prímszámot, ez legyen P.
Összeszorozzuk egymással a P-nél nem nagyobb prímszámokat, és a szorzathoz még hozzáadunk 1-et.
Képlettel, egy Eukleidész-féle szám, N:
{\displaystyle N=(2\cdot 3\cdot 5\cdot 7\cdot ...\cdot P)+1}
Ha például a P=13 prímszámot vesszük, akkor az ahhoz tartozó Eukleidész-féle N szám nem prím, hanem összetett szám:
{\displaystyle N=(2\cdot 3\cdot 5\cdot 7\cdot 11\cdot 13)+1=30031=59\cdot 509}
Az Eukleidész-féle számok között igen ritka a prímszám, a következő, az N=2 000 560 490 131, a P=31 értékhez tartozik.
A rá következőt csak a P=379 számnál kapjuk….
A bizonyítás menete:
Vegyünk egy tetszőleges P prímszámot.
Azt szeretnénk bizonyítani, hogy P után is van még prímszám.
Az Eukleidész-féle szám, N:
{\displaystyle N=(2\cdot 3\cdot 5\cdot 7\cdot ...\cdot P)+1}
vagy prím, vagy nem prím, hiszen nem ismerjük a P értékét.
Ha N prímszám, akkor máris akadt P-nél nagyobb prím, hiszen N nyilván nagyobb P-nél.
De akkor sincs veszve semmi, ha N összetett szám volna.
Ha ugyanis N-et elosztjuk 2-vel, 3-mal, 5-tel, 7-tel, ….P-vel, mindig marad 1, vagyis ezek a prímek nem osztói az N-nek.
Az aritmetika alaptételéből tudható, hogy N-nek osztható kell lennie valamilyen prímszámmal, és mivel ez az osztó prímszám nem 2, nem 3, nem 7,…nem P, ezért nagyobbnak kell lennie P-nél.
Ez lesz tehát az általunk keresett, P-nél nagyobb prímszám.
Ezzel tehát bebizonyítottuk, hogy bármely P prímszámnál van nagyobb prímszám---vagyis a prímszámok sorozata végtelen!.